# Brickendon Rural
Brickendon Rural var en civil parish 1894–1929 när det uppgick i Brickendon Liberty, i grevskapet Hertfordshire i England. Civil parish var belägen 5 km från Hertford och hade 282 invånare år 1921.